# الوبی چیکو
الوبی چیکو (انگلیسی: Elobey Chico) یا الوبی کوچک جزیره کوچکی در سواحل گینه استوایی است که در نزدیکی دهانه رودخانه میتمله قرار دارد. این جزیره در حال حاضر خالی از سکنه است، اما زمانی پایتخت استعماری قلمرو اسپانیایی ریو مونی بود. به‌طور رسمی، این جزیره با فرناندو پو (بیوکو) مرتبط بود، اما به نظر می‌رسید که این ارتباط بیشتر حالت داستانی داشته باشد. اکثر کارخانه‌های جزیره متعلق به بازرگانان هامبورگ بود.